# The Dream, the Space
The Dream, the Space è il primo album in studio del gruppo musicale giapponese Crossfaith, pubblicato il 20 aprile 2011 dalla Zestone Records in Giappone e il 13 settembre dello stesso anno dalla Tragic Hero Records negli Stati Uniti e dalla Gan-Shin in Europa.
Nel brano Demise and Kiss è presente come voce ospite Masato, cantante dei coldrain, anche se non è stato tuttavia accreditato.

## Tracce
1. Technologia – 0:28
2. Chaos Attractor – 2:28
3. Stars Faded in Slow Motion – 4:36
4. Promise – 3:24
5. The Dream, the Space – 3:34
6. Snake Code (Caribbean Death Roulette) – 3:46
7. Demise and Kiss – 3:44
8. Panorama (Interlude) – 1:02
9. Crystal Echoes Back to Our Tragedy – 4:19
10. Nostalgia – 3:08

Traccia bonus nell'edizione giapponese
1. Omen (The Prodigy Cover) – 3:59

## Formazione
- Koie Kenta – voce
- Takemura Kazuki – chitarra
- Ikegawa Hiroki – basso
- Amano Tatsuya – batteria, percussioni
- Tamano Terufumi – tastiera, sintetizzatore, programmazione, voce secondaria

## Classifiche
| Classifica (2011) | Posizione massima |
| ----------------- | ----------------- |
| Giappone          | 67                |